# 強棒麵

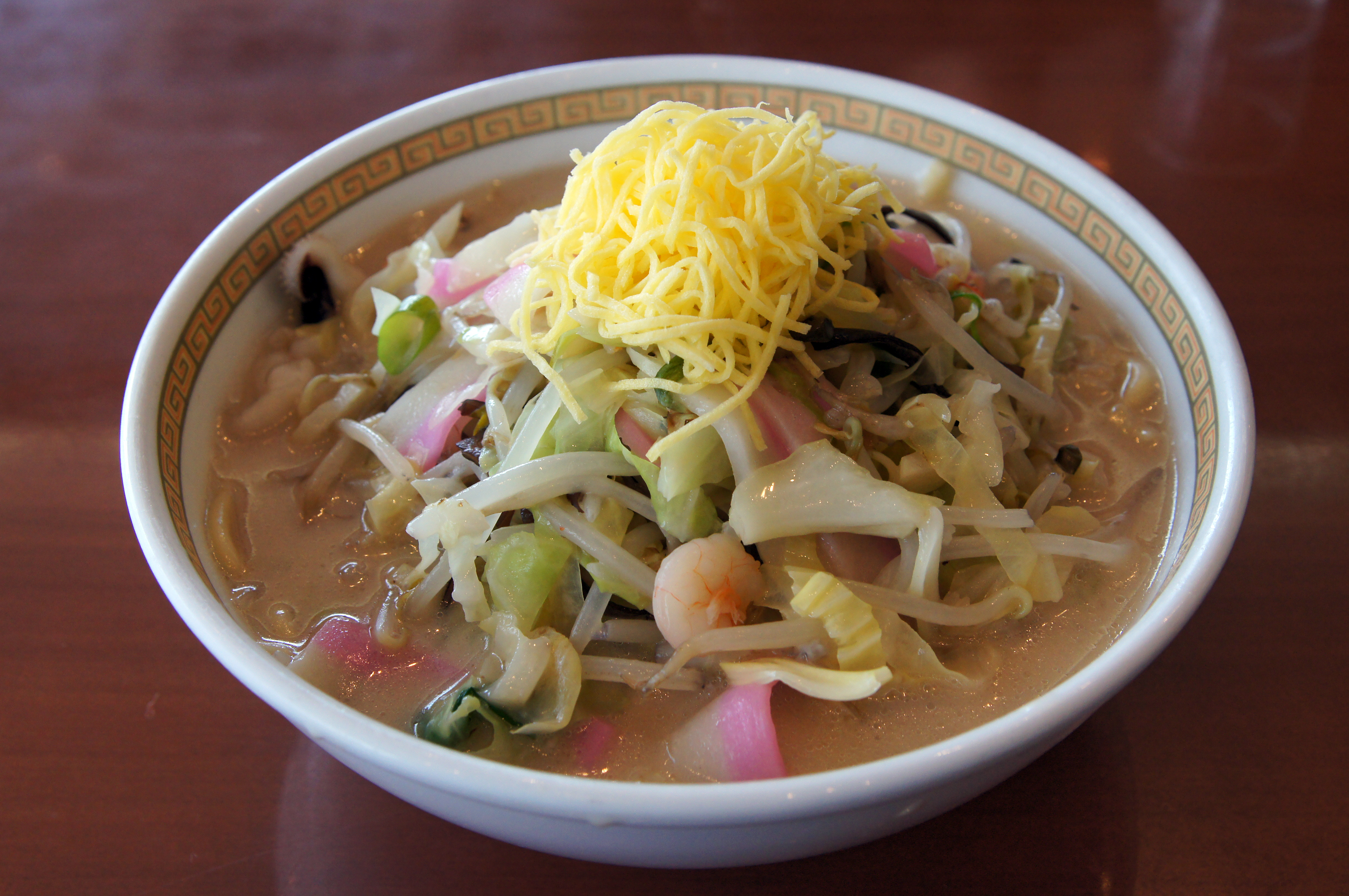
日本長崎四海樓什錦麵

強棒麵（日语： Chanpon */?），又稱日式什錦麵，是日本一種加入豬肉、貝類、魚類、蔬菜的雜燴麵食，起源於長崎，並發展出數個衍生菜色。

## 語源
關於強棒麵的語源出處，至今眾說紛紜。有人認為其發音近似閩南語裡「吃飯」、「摻混」或者「摻烹」的發音，也有人說來自沖繩的炒麵線（チャンプルー，發音為Chanpuru）。另有江戶時代便已出現的造詞「ちゃんぽん」，將鉦的「鏘（ちゃん）」、鼓的「砰（ぽん）」等樂器的擬聲字組合在一起，表示混合多樣東西。

## 各地樣式

### 九州地方

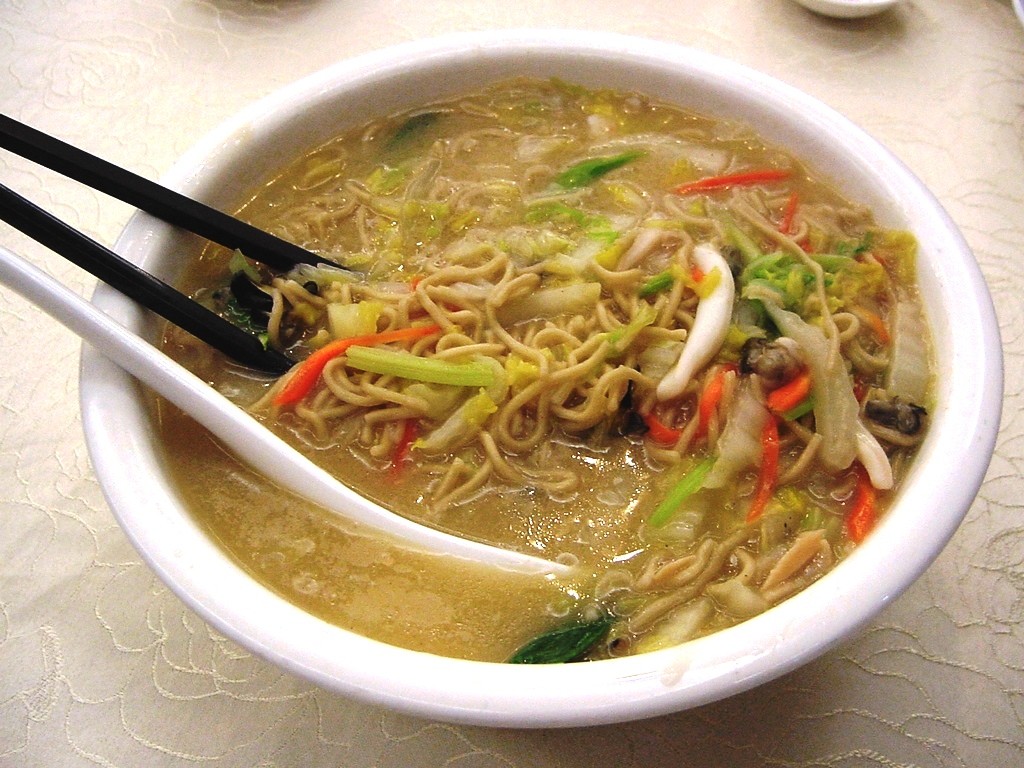
福州福清的海鮮燜麵

發祥於長崎縣長崎市新地中華街的什錦麵乃以中國福建省的閩菜為基礎，明治時代中葉中式餐館四海樓（現在仍繼續經營）的創辦人陳平順為了當時大量的清朝留學生，設計了營養高、價格便宜的餐食，於是他將豬肉、貝類、蔬菜等十數種材料佐以豬油火炒，湯汁則以豬骨、雞肋熬製，再加入專用麵條（迥異於其他中華料理之麵條）。因此，最大的特徵是粗麵條及多樣配料。長崎什錦麵的材料、外觀、製作方法與莆田市的「莆田滷麵」以及福州市下轄的福清市的「港頭燜麵」都很接近，燜麵也是先將所有材料放入鍋內熱炒後，再加入湯與麵一起煮。
由於長崎什錦麵是日本出名的地方菜，也間接影響全國的麵食料理。特別是九州各地的什錦麵繼承了多種配料的特徵，加上九州豚骨拉麵具有乳白色濃稠的豬骨湯汁，九州出產的什錦麵也具備此種特色，例如全國什錦麵連鎖店RINGER HUT亦是如此。此外，有些腦筋動得快的商人也推出家庭料理包，讓顧客買回家自行烹調食用。

#### 小濱
由於來自長崎市的觀光客傳入，什錦麵也在長崎縣雲仙市小濱町的小濱溫泉扎根。莫約1公里平方、20多家的壽司店、小酒吧、西餐廳、食品店等的菜單上都有什錦麵，甚至2007年4月小濱溫泉觀光協會在旅遊地圖上還設計了「什錦麵番長」（ちゃんぽん番長）的卡通人物。

#### 天草群島
一直以來位於熊本縣的天草群島跟長崎交流頻繁，因此也發展出「天草什錦麵」的麵食名產。天草下島的各市町商會在2006年秋季將當地的國道266號、國道324號、國道389號等三條道路命名為「什錦麵大道」，以吸引觀光客前來。

#### 戶畑
為了更快速製成，福岡縣北九州市戶畑區的什錦麵採用較細的蒸麵條。

#### 水俁
熊本縣水俁市的漁夫、海運業者很早就跟長崎、天草群島往來交流。1950年（昭和25年）該市濱町的三牧美惠子創設喜樂食堂時，從天草群島來的漁夫教導她什錦麵的製作方法，於是該餐館被認為是當地什錦麵的發源。這種什錦麵的特徵是沒有加蛋，且採用白色蒸麵條，故稱作「白色什錦麵」。2010年該地多家餐館與水俁青年會議所共同發起水俁什錦麵探究會。

### 近畿地方

#### 彥根

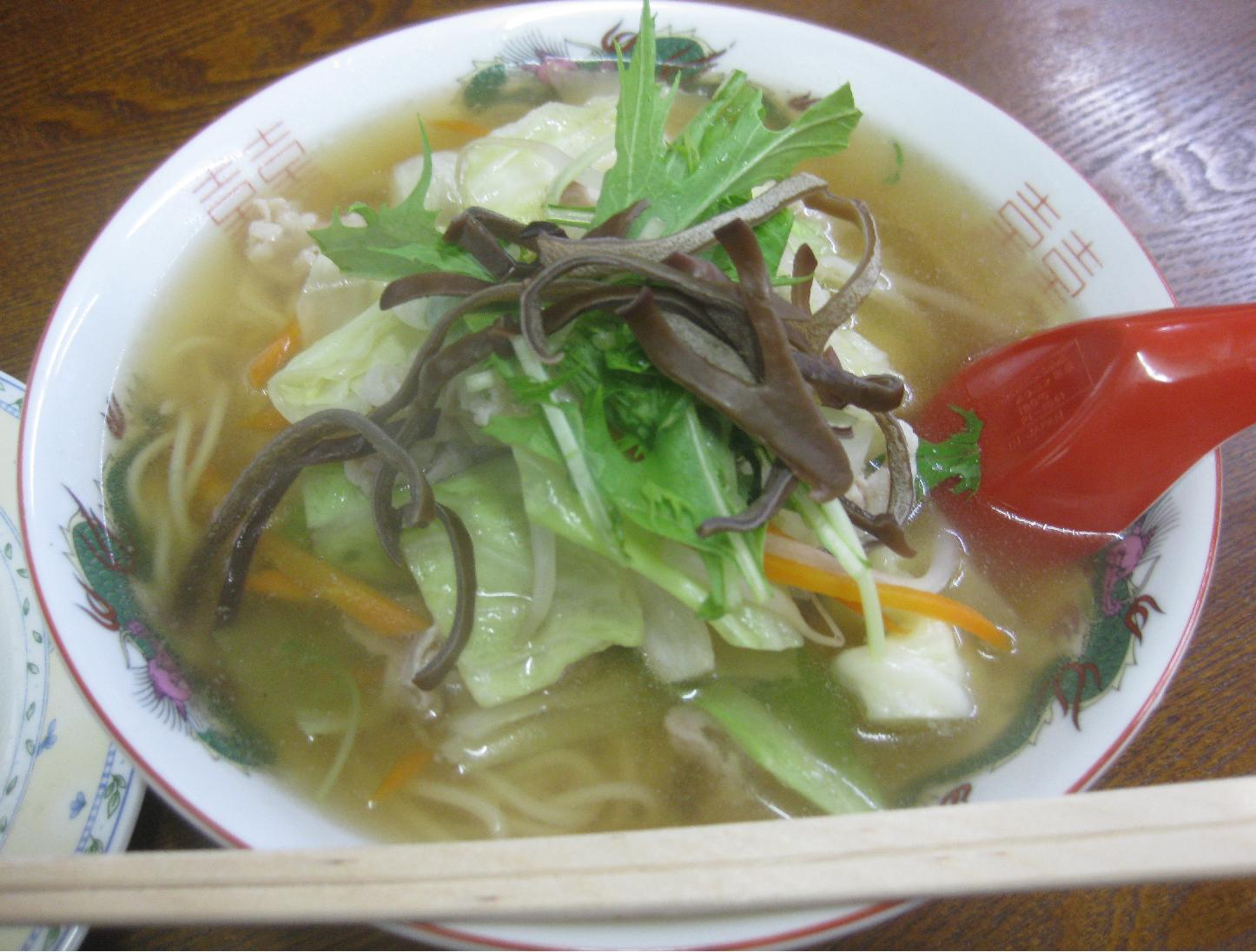
彥根的什錦麵

滋賀縣彥根市的什錦麵乃是將鰹魚、昆布加入湯汁，形成較清淡的口味。主要配料為大量的蔬菜，魚介類反而沒有，另外可根據個人口味添入醋。1963年在彥根市銀座商店街開業的「麵類岡部」（麺類をかべ）餐館老闆在長崎旅遊時接觸到什錦麵，返回彥根後便獨自開發清淡湯頭的什錦麵，不久之後在當地中國菜餐廳流行起來；1990年代後葉什錦麵亭總本家（ちゃんぽん亭総本家）也開始以「近江什錦麵」的品牌在滋賀縣內與鄰近地區開設連鎖餐廳。

### 四國地方

#### 八幡濱
人口四萬人的愛媛縣八幡濱市裡有一條多達40多家什錦麵店的街道，此地什錦麵的特徵是湯汁加入雞肋、小魚乾熬煮，並且添加許多配料：除了肉類、蔬菜外，尚有該地特產的魚板、雜魚天婦羅（じゃこ天）等食材。為促進繁榮，當地有個名為八幡濱商工會議所青年部（八幡浜商工会議所青年部）的組織於2007年進行什錦麵組織計畫，並發行《八幡濱什錦麵聖經》（日语：八幡浜ちゃんぽんバイブル/やわたはまちゃんぽんバイブル）。

### 其他

#### 沖繩

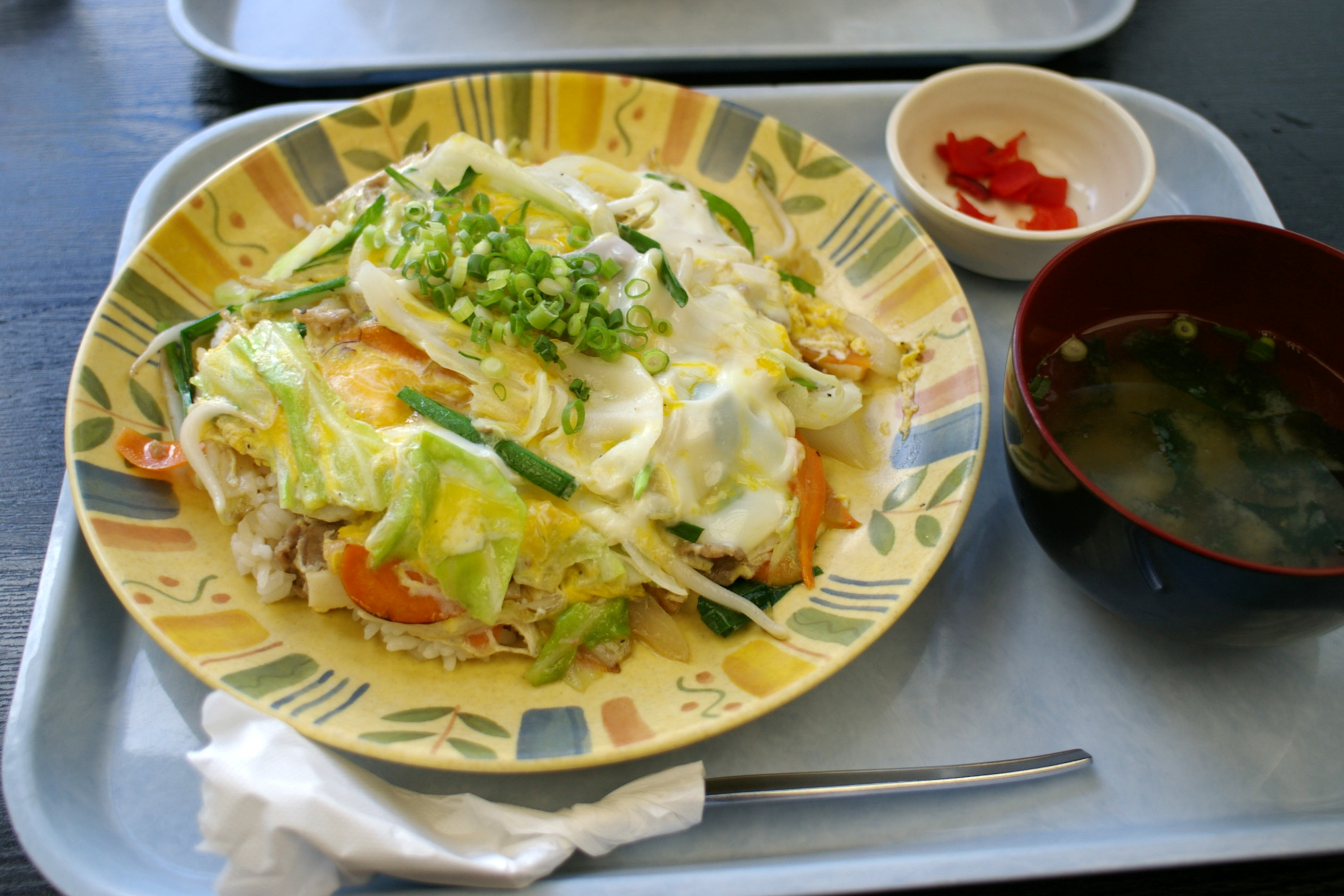
那霸機場販售的什錦飯

沖繩縣所謂的「ちゃんぽん」指的是在置放於平盤的米飯上放了一些青菜，跟日本其他地方的差異極大。一般在餐館都可以吃得到，通常會將罐裝豬肉或牛肉淋在炒青菜上，然後加顆蛋；不過每家餐館的配料有點差別。

#### 勾芡什錦麵
日本某些地方也有以醬油作為湯汁基材，做成勾芡狀的什錦麵，譬如鳥取縣、島根縣的「山陰什錦麵」、兵庫縣尼崎市的「尼崎什錦麵」等。

#### 什錦麵炒
兵庫縣姬路市周邊某些餐館也有混合炒麵和炒烏龍麵的麵食，稱之為「什錦麵炒」（日语：チャンポン焼き/チャンポンやき）。

## 作為形容詞
日語「ちゃんぽん」演變到後來，也用以形容混合各式各樣東西的事，比如酒類（雞尾酒）、混合多種成分的藥物等。位於日本富山縣JR西日本高岡車站旁的快餐店，販售一種實際上混合烏龍麵和蕎麥麵、但稱作「ちゃんぽん」的食物，即是一個鮮明的例子。同樣的，韓語的炒碼麵「짬뽕」也有這層涵義。

## 外部連結
- 長崎四海樓 （页面存档备份，存于）